# Вичівське (заповідне урочище)
Вичівське — болотне заповідне урочище в Україні. Розташоване на території Вичівської сільської ради (Зарічненський район Рівненська область). 
Площа 95 га. Створене рішенням Рівненського облвиконкому № 343 від 22.11.1983 року. Землекористувач — ДП «Зарічненський лісгосп» (Вичівське лісництво, квартал 30, виділи 1-4). 
Заповідне урочище створене з метою збереження характерної для поліського ландшафту заболоченої ділянки лісу, де зростають дикоростучі ягідники та рідкісні рослини.